# 奧斯特里夫亞
51°33′20″N 23°47′36″E / 51.55556°N 23.79333°E
奧斯特里夫亞（烏克蘭語：Острів'я），又譯奧斯特里維亞，是烏克蘭西部沃倫州科韋利區的村落，面積0.49平方公里，海拔高度164米，2001年人口525，人口密度每平方公里1,071.43人。